# Chartrier-Ferrière
Chartrier-Ferrière este o comună în departamentul Corrèze din centrul Franței. În 2009 avea o populație de 340 de locuitori.

## Evoluția populației
| An        | 1975 | 1982 | 1990 | 1999 | 2006 | 2009 |
| --------- | ---- | ---- | ---- | ---- | ---- | ---- |
| Populație | 224  | 265  | 272  | 275  | 329  | 340  |